# Nekrolog 1773
Nekrolog
◄◄
| ◄
| 1769
| 1770
| 1771
| 1772
| 1773 | 1774 | 1775 | 1776 | 1777 | ► | ►►
Weitere Ereignisse | Allgemeiner Nekrolog 1773
Die Beschreibung der verstorbenen Person sollte so kurz wie möglich gehalten sein und nur deren signifikante Tätigkeit(en) enthalten.
Neue Namen ggf. auch unter dem Geburts- und Sterbedatum, also etwa unter 1. Januar und im Geburts- und Sterbejahr (2024) eintragen (nur bei entsprechender großer Wichtigkeit). Für Beispiele siehe die schon vorhandenen Artikel.
Außerdem über die fünf zuletzt Verstorbenen, zu denen es einen ausreichend guten Artikel für eine Präsentation auf der Hauptseite gibt, nach der todesbedingten Überarbeitung der Artikel ggf. auch unter Wikipedia Diskussion:Hauptseite informieren und sie am besten auch in den anderen Wikipedia-Sprachversionen eintragen. Tipp: Regelmäßig bei news.google.de nach „ist tot“, „gestorben“ oder „verstorben“ suchen.
Wenn eine Person gestorben ist, gibt es viele Seiten zu dieser Person in der Wikipedia, die davon auch betroffen sind und entsprechend aktualisiert werden müssen. Beispiele: Namenübersichtsseite, Geburtsjahr, Geburtsort-Seiten und viele mehr.
Wie finde ich die betroffenen Seiten?
Im Suchfeld auf der linken Seite gibt man den Suchbegriff so ein: „Vorname Nachname“. Dann klickt man auf Volltext und alle Seiten mit entsprechendem Suchtext werden aufgerufen. Hier sieht man dann schnell, wo auch das Todesjahr Sinn macht oder sogar ein Teil des Artikels angepasst werden muss. Auch hilft das „Werkzeug“ auf der linken Seite sehr gut, um solche Seiten aufzufinden: „Links auf diese Seite“. Somit ist die Wikipedia wieder aktuell in allen Bereichen! Hinweis: bei Eintragung der Kategorie „Gestorben JAHR“ wird der Missbrauchsfilter 49 ausgelöst, was jedoch nicht schlimm ist. Siehe: Spezial:Missbrauchsfilter/49
Dies ist eine Liste von im Jahr 1773 verstorbenen bekannten Persönlichkeiten. Die Einträge erfolgen innerhalb der einzelnen Daten alphabetisch sortiert. Tiere sind im Nekrolog für Tiere zu finden.

## Januar
| Tag        | Name                          | Beruf, bekannt als                                                                      | Alter | Beleg |
| ---------- | ----------------------------- | --------------------------------------------------------------------------------------- | ----- | ----- |
| 2. Januar  | Johann Adolph Pöppelmann      | deutscher Hofmaler                                                                      | 78    |       |
| 5. Januar  | Jan Adam Gallina              | böhmischer Komponist                                                                    | 48    |       |
| 6. Januar  | Pjotr Semjonowitsch Saltykow  | russischer Feldmarschall                                                                |       |       |
| 12. Januar | Jakob von Eggers              | General                                                                                 | 68    |       |
| 13. Januar | Philipp Christoph Graf        | deutscher Theologe                                                                      |       |       |
| 16. Januar | Gerhard Cornelius von Walrave | preußischer Generalmajor und Festungsbaumeister                                         |       |       |
| 17. Januar | Heinrich Daniel Weigel        | deutscher Goldschmied                                                                   |       |       |
| 19. Januar | Maria Harmens Courage         | niederländische Stifterin                                                               | 89    |       |
| 21. Januar | Alexis Piron                  | französischer Jurist und Schriftsteller                                                 | 83    |       |
| 23. Januar | Joachim Dietrich Lichtenstein | deutscher Jurist                                                                        | 66    |       |
| 23. Januar | Manuel Pinto de Fonseca       | portugiesischer Großmeister des Malteserordens                                          | 91    |       |
| 24. Januar | Philippe Buache               | französischer Geograph                                                                  | 72    |       |
| 26. Januar | Johann Victor von Thurn       | Schweizer Beamter, Landshofmeister                                                      | 71    |       |
| 29. Januar | Georg Christian Gebauer       | deutscher Jurist, Historiker und Hochschullehrer                                        | 82    |       |
| 30. Januar | Ludolf Erich von Lersner      | königlich dänischer Generalmajor und zuletzt Chef des Jütländischen Kürassier-Regiments | 60    |       |
| 30. Januar | Johann Michael Stock          | deutscher Zeichner und Kupferstecher                                                    |       |       |

## Februar
| Tag         | Name                                               | Beruf, bekannt als                                                                 | Alter | Beleg |
| ----------- | -------------------------------------------------- | ---------------------------------------------------------------------------------- | ----- | ----- |
| 2. Februar  | Gregorio Guglielmi                                 | italienischer Freskenmaler                                                         | 58    |       |
| 6. Februar  | Nikolaus Pálffy von Erdőd                          | ungarischer Hofkanzler und Oberster Landrichter sowie Träger des Goldenen Vließes  | 62    |       |
| 8. Februar  | Georg Christoph Hamberger                          | deutscher Historiker, Professor der Geschichte                                     | 46    |       |
| 9. Februar  | John Gregory                                       | schottischer Arzt und Vordenker der Medizinethik                                   | 48    |       |
| 12. Februar | Ludwig Ferdinand zu Sayn-Wittgenstein-Berleburg    | deutscher Graf aus dem Hause Sayn-Wittgenstein                                     | 61    |       |
| 12. Februar | Francesco de Paula Ramond Villana-Perlas de Rialpo | Präsident der Landesadministration des Temescher Banats                            |       |       |
| 13. Februar | Pietro Bracci                                      | italienischer Bildhauer des Spätbarock                                             | 72    |       |
| 13. Februar | Abraham Dürninger                                  | deutscher Kaufmann, Diakon und Herrnhuter Bruder                                   | 66    |       |
| 13. Februar | Christian von Zastrow                              | deutscher Offizier, zuletzt Generalleutnant im Kurfürstentum Braunschweig-Lüneburg |       |       |
| 15. Februar | Anna Maria Barbara Abesch                          | Schweizer Malerin                                                                  | 66    |       |
| 16. Februar | Johann Heinrich Gleser                             | Schweizer Jurist und Historiker                                                    | 38    |       |
| 17. Februar | Namiki Shōzō I.                                    | japanischer Kabuki- und Bunrakuautor                                               |       |       |
| 19. Februar | Friedrich Ernst von Zabeltitz                      | Oberst und Chef des Grenadier-Bataillons Nr. 6                                     | 50    |       |
| 20. Februar | Theophil Heimb                                     | österreichischer römisch-katholischer Priester                                     | 66    |       |
| 20. Februar | Karl Emanuel III.                                  | König von Sardinien-Piemont und Herzog von Savoyen                                 | 71    |       |
| 24. Februar | Ludwig Eberhard Fischer                            | deutscher lutherischer Geistlicher, Theologe, Kirchenlieddichter und Politiker     | 77    |       |
| 28. Februar | Friedrich Green                                    | deutscher Kaufmann und Bürgermeister der Hansestadt Lübeck                         |       |       |

## März
| Tag      | Name                                     | Beruf, bekannt als                                                                | Alter | Beleg |
| -------- | ---------------------------------------- | --------------------------------------------------------------------------------- | ----- | ----- |
| 1. März  | Michael Ernst von Boehn                  | Landrat des Schlaweschen Kreises in Hinterpommern                                 | 52    |       |
| 1. März  | Luigi Vanvitelli                         | italienischer Architekt                                                           | 72    |       |
| 1. März  | Jan Wagenaar                             | niederländischer Historiker                                                       | 63    |       |
| 3. März  | Federico Marcello Lante della Rovere     | Kardinal der Römischen Kirche, Subdekan des Kardinalskollegiums                   | 77    |       |
| 3. März  | Andreas von Poniatowski                  | k. k. Feldzeugmeister, Kommandeur des Maria-Theresia-Orden, seit 1765 Reichsfürst | 37    |       |
| 8. März  | Otto Gebhard                             | deutscher Maler des Rokoko                                                        | 70    |       |
| 8. März  | Justus Friedrich Zachariae               | lutherischer Theologe und Orientalist                                             | 68    |       |
| 9. März  | Johann Michael Fleischer                 | deutscher Roman- und Abenteuerautor                                               | 62    |       |
| 13. März | Philibert Commerson                      | französischer Botaniker                                                           | 45    |       |
| 13. März | Carl Gottlieb von Larisch                | preußischer Landrat                                                               |       |       |
| 14. März | Johann Pacher                            | österreichischer Holzbildhauer des Barocks                                        |       |       |
| 15. März | Johann Carl Koken                        | lutherischer Theologe                                                             | 57    |       |
| 16. März | Lewis Hutchinson                         | britischer Serienmörder                                                           |       |       |
| 16. März | Max Emanuel von Toerring-Jettenbach      | bayerischer Adeliger und Präsident der Bayerischen Akademie der Wissenschaften    | 57    |       |
| 17. März | Alexander Ferdinand von Thurn und Taxis  | Generalerbpostmeister, dritter Fürst von Thurn und Taxis, Prinzipalkommissar      | 68    |       |
| 18. März | Claude Francin                           | französischer Bildhauer                                                           | 70    |       |
| 20. März | Saverio Canale                           | katholischer Kurienkardinal                                                       | 78    |       |
| 20. März | Gottlob Curt Heinrich von Tottleben      | sächsischer Abenteurer, russischer General                                        | 57    |       |
| 20. März | Anton Joseph Walch                       | deutscher Maler                                                                   | 61    |       |
| 21. März | August Christian Demelius                | kursächsischer Bergbeamter, Mediziner und Kommunalpolitiker                       |       |       |
| 23. März | Otto Ernst von Gersdorf                  | königlich-preußischer Generalmajor                                                | 62    |       |
| 24. März | Philip Stanhope, 4. Earl of Chesterfield | britischer Staatsmann und Schriftsteller                                          | 78    |       |
| 26. März | Johann Christoph Plessing                | Lübecker Ratsherr                                                                 |       |       |
| 29. März | Johann Christian Stemler                 | deutscher evangelischer Theologe                                                  | 71    |       |
| 31. März | Johann Georg Schelhorn                   | lutherischer Theologe                                                             | 78    |       |

## April
| Tag       | Name                                         | Beruf, bekannt als                                          | Alter | Beleg |
| --------- | -------------------------------------------- | ----------------------------------------------------------- | ----- | ----- |
| 2. April  | Joseph Ignaz Schilling                       | deutscher Maler und Theatermaler                            | 70    |       |
| 3. April  | Paul Anton von Manteuffel                    | preußischer Oberst und Kommandeur                           | 65    |       |
| 3. April  | Adam Gottlob Schirach                        | sorbischer evangelischer Pfarrer                            | 48    |       |
| 4. April  | Emmanuel Ballyet                             | französischer Karmelit und Bischof                          | 70    |       |
| 6. April  | Rötger Hundt                                 | deutscher Theologe und Märtyrer                             | 61    |       |
| 7. April  | Johann Jakob Plitt                           | deutscher evangelisch-lutherischer Theologe und Pfarrer     | 46    |       |
| 9. April  | Leopold Stephan Palffy-Daun von Erdőd        | kaiserlicher Feldmarschall                                  | 56    |       |
| 10. April | Peter Hinrich Fuhrmann                       | Weinhändler, Hofkellermeister und Stifter                   | 59    |       |
| 11. April | Carlo Luigi Grua                             | italienischer Komponist der Frühklassik                     |       |       |
| 13. April | Giacomo Fontana                              | italienischer Architekt des Barocks                         |       |       |
| 14. April | Maximilian von Schütz                        | deutscher Hofbeamter                                        | 80    |       |
| 17. April | Arthur Gore, 1. Earl of Arran                | irischer Peer und Jurist                                    |       |       |
| 18. April | Friedrich von Ahlefeldt                      | dänischer Offizier, Gutsherr und Träger des Dannebrogordens | 70    |       |
| 18. April | John Berkeley, 5. Baron Berkeley of Stratton | britischer Peer und Politiker                               | 75    |       |
| 19. April | Hubert-François Gravelot                     | französischer Maler, Zeichner und Stecher                   | 74    |       |
| 23. April | Johann Cronthaler                            | österreichischer Orgelbauer                                 |       |       |
| 24. April | Andreas Jäger                                | deutscher Orgelbauer                                        | 68    |       |
| 24. April | Johann Wenzel von Zastrow                    | preußischer Generalmajor                                    | 55    |       |
| 25. April | Daniele Farlati                              | italienischer Kirchenhistoriker                             | 83    |       |
| 26. April | Ernst Jeremias Neifeld                       | deutscher Mediziner                                         | 52    |       |
| 28. April | Jan Antonín Scrinci                          | böhmischer Arzt und Wissenschaftler                         | 75    |       |

## Mai
| Tag     | Name                              | Beruf, bekannt als                                                         | Alter | Beleg |
| ------- | --------------------------------- | -------------------------------------------------------------------------- | ----- | ----- |
| 1. Mai  | Hector Heinrich von Kornfail      | kursächsischer Kammerherr                                                  | 43    |       |
| 1. Mai  | Christian Möhring                 | königlich preußischer Generalmajor und Chef des Husaren-Regiments Nr. 3    |       |       |
| 2. Mai  | Joseph Haller                     | österreichischer Maler des Spätbarock                                      |       |       |
| 3. Mai  | Balthasar Leopold von Brauchitsch | preußischer Landrat und Kammerpräsident                                    |       |       |
| 3. Mai  | Élisabeth-Claire Tardieu          | französische Kupferstecherin                                               |       |       |
| 3. Mai  | Ernst Thom                        | deutscher Literaturwissenschaftler, Rhetoriker und Ökonom                  | 59    |       |
| 6. Mai  | Johann Peter Guzinger             | deutscher Komponist, Kammermusiker und Bratschist                          | 89    |       |
| 6. Mai  | Johann Tilemann                   | deutscher Hochschullehrer                                                  | 77    |       |
| 7. Mai  | Christian Gottlieb Ludwig         | deutscher Arzt und Botaniker                                               | 64    |       |
| 7. Mai  | Johann Samuel Müller              | deutscher Schulleiter und Schriftsteller                                   | 72    |       |
| 8. Mai  | Ali Bey al-Kabir                  | mamlukischer Statthalter, Bey der Mamluken in Ägypten (1760–1772)          |       |       |
| 8. Mai  | Johann Christian Storr            | deutscher evangelischer Geistlicher                                        | 60    |       |
| 9. Mai  | Georg Matthiae                    | deutscher Mediziner                                                        | 65    |       |
| 13. Mai | Michael von Brukenthal            | siebenbürgischer Politiker, Königlicher Notar                              | 56    |       |
| 14. Mai | Ehrenreich Gerhard Coldewey       | deutscher Gelehrter, Jurist, Poet und Kenner der ostfriesischen Geschichte | 70    |       |
| 17. Mai | Aimé Bascher                      | bretonischer Franziskaner und Generalminister des Kapuzinerordens          | 77/78 |       |
| 17. Mai | Christian Ehrenfried Charisius    | Bürgermeister von Stralsund (1764–1773)                                    | 50    |       |
| 20. Mai | Johann Konrad Spörl               | deutscher evangelischer Theologe                                           | 72    |       |
| 21. Mai | Heinrich Brockes II.              | deutscher Jurist                                                           | 66    |       |
| 24. Mai | Jan Zach                          | tschechischer Komponist und Kapellmeister                                  | 69    |       |
| 25. Mai | Franz Hiernle                     | böhmischer Bildhauer und Bildschnitzer des Barock                          |       |       |
| 28. Mai | Georg Gottlob Richter             | deutscher Mediziner                                                        | 79    |       |

## Juni
| Tag      | Name                                         | Beruf, bekannt als                                                                 | Alter | Beleg |
| -------- | -------------------------------------------- | ---------------------------------------------------------------------------------- | ----- | ----- |
| 2. Juni  | Andreas Berlin                               | schwedischer Botaniker                                                             | 27    |       |
| 2. Juni  | Ferdinand von Hallweil                       | Bischof der Diözese Wiener Neustadt                                                | 66    |       |
| 3. Juni  | Johann Ludwig Konrad Allendorf               | deutscher Pädagoge, lutherischer Pfarrer und Kirchenliederdichter                  | 80    |       |
| 3. Juni  | Johann Adam Hasenstab                        | deutscher Wilderer                                                                 | 56    |       |
| 6. Juni  | Guy Michel de Durfort                        | Marschall von Frankreich                                                           | 68    |       |
| 6. Juni  | Gottfried Hecking                            | deutscher Gelehrter, Moralprofessor und Schulrektor                                | 85    |       |
| 8. Juni  | Reinhard von Gemmingen                       | badischer und brandenburg-ansbachischer Kammerpräsident, Gouverneur von Mömpelgard | 74    |       |
| 8. Juni  | Franz Viktor Augustin von Roll von Emmenholz | Schweizer Politiker                                                                | 73    |       |
| 11. Juni | Kaspar Ludwig von Bredow                     | preußischer Adliger und Offizier, Lehrmeister des Kronprinzen Friedrich            |       |       |
| 16. Juni | Alexius Molitor                              | deutscher Augustiner-Pater und Komponist von Kirchenmusik                          | 42    |       |
| 17. Juni | Christiaan Hendrik Trotz                     | deutsch-niederländischer Rechtsgelehrter                                           |       |       |
| 18. Juni | Johann Christian Seidel                      | deutscher evangelischer Theologe und Astronom                                      | 74    |       |
| 20. Juni | Georg Christian Füchsel                      | deutscher Geologe                                                                  | 51    |       |
| 21. Juni | Hans Heinrich von Heringen                   | deutscher Jurist                                                                   | 76    |       |
| 28. Juni | Carlo Guattani                               | italienischer Chirurg                                                              | 64    |       |

## Juli
| Tag      | Name                                       | Beruf, bekannt als                                                                             | Alter | Beleg |
| -------- | ------------------------------------------ | ---------------------------------------------------------------------------------------------- | ----- | ----- |
| 2. Juli  | Franz von Fürth                            | Bürgermeister der Reichsstadt Aachen                                                           |       |       |
| 4. Juli  | Ewald Georg von Natzmer                    | preußischer Justizjurist                                                                       |       |       |
| 9. Juli  | Georg Christian Maternus de Cilano         | deutscher Altphilologe, Physikus, Professor, Bibliothekar                                      | 76    |       |
| 10. Juli | Dominicus Otto                             | deutscher Benediktinerabt                                                                      | 57    |       |
| 12. Juli | Johann Joachim Quantz                      | deutscher Musiker und Komponist                                                                | 76    |       |
| 14. Juli | James O’Hara, 2. Baron Tyrawley            | britischer Botschafter und General                                                             |       |       |
| 16. Juli | Nils Rosén von Rosenstein                  | schwedischer Hofarzt, Professor der Medizin und Rektor der Universität Uppsala                 | 67    |       |
| 18. Juli | Ludwig von Canal                           | sardinischer Staats- und Konferenzminister                                                     | 68    |       |
| 19. Juli | Heinrich Bernhard Schrader von Schliestedt | Minister im Fürstentum Braunschweig-Wolfenbüttel                                               | 66    |       |
| 21. Juli | Howell Harris                              | Vertreter der Methodistischen Erweckung                                                        | 59    |       |
| 21. Juli | Sauveur François Morand                    | französischer Chirurg und Enzyklopädist                                                        | 76    |       |
| 23. Juli | George Edwards                             | englischer Ornithologe                                                                         | 79    |       |
| 27. Juli | Johann Siegmund Hahn                       | deutscher Arzt und Stadtphysikus in Schweidnitz, Mitbegründer der Hydrotherapie in Deutschland | 76    |       |
| 28. Juli | Johann Adam Gottfried                      | deutscher evangelischer Geistlicher                                                            |       |       |

## August
| Tag        | Name                                 | Beruf, bekannt als                                                            | Alter | Beleg |
| ---------- | ------------------------------------ | ----------------------------------------------------------------------------- | ----- | ----- |
| 3. August  | Stanisław Konarski                   | polnischer Schriftsteller, Pädagoge, Publizist, Schul- und Erziehungsreformer | 72    |       |
| 7. August  | Carl Siegmund von Arnim              | sächsischer Landtagsabgeordneter                                              | 73    |       |
| 15. August | David Morf                           | Schweizer Baumeister                                                          |       |       |
| 15. August | Johann Friedrich Wilhelm Wachse      | deutscher evangelischer Pfarrer, Schriftsteller und Geschichtsforscher        |       |       |
| 19. August | Burkhardt Tschudi                    | britischer Cembalobauer                                                       | 71    |       |
| 20. August | Enrique Flórez                       | spanischer Historiker und Numismatiker                                        | 71    |       |
| 24. August | George Lyttelton, 1. Baron Lyttelton | britischer Staatsmann, Geschichtsschreiber und Dichter                        | 64    |       |
| 26. August | Anton Ulrich von Erath               | deutscher Archivar, Historiker, Publizist uns Jurist                          | 64    |       |
| 26. August | Georg Friedrich Schmahl              | deutscher Orgelbauer                                                          | 72    |       |
| 28. August | Johann Philipp von Bettendorf        | Oberamtmann in Königstein und Kurmainzer Großhofmeister                       | 55    |       |
| 28. August | John Ranby                           | englischer Chirurg                                                            |       |       |
| 30. August | Nicolau Nasoni                       | italienischer Architekt, Maler und Dekorateur                                 | 82    |       |
| 31. August | Pjotr Grigorjewitsch Tschernyschow   | russischer Diplomat                                                           | 61    |       |

## September
| Tag           | Name                                             | Beruf, bekannt als                                                           | Alter | Beleg |
| ------------- | ------------------------------------------------ | ---------------------------------------------------------------------------- | ----- | ----- |
| 1. September  | John Tarleton                                    | britischer Kaufmann und Bürgermeister von Liverpool                          | 54    |       |
| 5. September  | Étienne Jean Bouchu                              | französischer Enzyklopädist                                                  | 59    |       |
| 13. September | Anton Janscha                                    | Hofimkermeister                                                              | 39    |       |
| 14. September | Maximilian Friedrich Ernst von Salm-Salm         | kaiserlicher Feldmarschall-Leutnant, Fürst von Salm-Salm                     | 40    |       |
| 19. September | Florian Johann Deller                            | österreichischer Komponist und Violinist                                     |       |       |
| 22. September | Michael Christoph Hanow                          | deutscher Mathematiker, Meteorologe und Historiker                           | 77    |       |
| 23. September | Evelyn Pierrepont, 2. Duke of Kingston upon Hull | britischer Peer und General                                                  |       |       |
| 24. September | Friedrich Wilhelm von Printzen                   | preußischer geheimer Kriegsrat                                               | 54    |       |
| 25. September | Johan Ernst Gunnerus                             | norwegischer Bischof, Botaniker, Ornithologe und Zoologe                     | 55    |       |
| 27. September | Johann Lucas von Pallavicini-Centurioni          | k.k. Staatsmann, Feldmarschall und Ritter des goldenen Vließes               | 75    |       |
| September     | Johann von Thys                                  | Textilfabrikant und landwirtschaftlicher Berater in Klagenfurt am Wörthersee |       |       |

## Oktober
| Tag         | Name                                          | Beruf, bekannt als                                                                                                  | Alter | Beleg |
| ----------- | --------------------------------------------- | --- | ----- | ----- |
| 12. Oktober | Martin Friedrich Cannabich                    | deutscher Komponist, Oboist und Flötist                                                                             |       |       |
| 15. Oktober | Christian Friedrich Carl zu Castell-Remlingen | deutscher Landesherr                                                                                                | 43    |       |
| 16. Oktober | Adolf Karl Sigismund Berghe von Trips         | General der Kavallerie und Chef eines Dragoner Regiments in Diensten der Generalstaaten der vereinigten Niederlande |       |       |
| 20. Oktober | Hieronymus II. Held                           | deutscher Zisterzienserabt                                                                                          | 79    |       |
| 21. Oktober | Johann Conrad Schlaun                         | deutscher Baumeister des Barock                                                                                     | 78    |       |
| 25. Oktober | Johann Georg Estor                            | deutscher Jurist, Genealoge und Heraldiker                                                                          | 74    |       |
| 30. Oktober | Philippe de La Guêpière                       | französischer Architekt                                                                                             |       |       |
| 30. Oktober | Franz Xaver Riedel                            | österreichischer Jesuit und Autor                                                                                   | 35    |       |

## November
| Tag          | Name                                | Beruf, bekannt als                                                                                    | Alter | Beleg |
| ------------ | ----------------------------------- | --- | ----- | ----- |
| 6. November  | Johann Wilhelm Edler von Hildebrand | Impopulationsdirektor und Administrationsrat der Landesadministration des Temescher Banats            |       |       |
| 7. November  | Anna Charlotte von Lothringen       | Herzogin von Lothringen und Äbtissin von Remiremont                                                   | 59    |       |
| 8. November  | Friedrich Wilhelm von Seydlitz      | preußischer Kavallerieoffizier                                                                        | 52    |       |
| 10. November | Philipp Friedrich Krutisch          | deutscher Obergärtner in der Funktion eines Hofgärtners                                               | 60    |       |
| 15. November | Bernard Gates                       | englischer Komponist, Chordirigent und -sänger                                                        | 87    |       |
| 16. November | Eberhard Christoph Canz             | deutscher Jurist                                                                                      | 53    |       |
| 16. November | Daniel de Superville                | niederländischer Mediziner in preußischen, bayreuth-brandenburgischen und braunschweigischen Diensten | 76    |       |
| 17. November | Laurent Angliviel de La Beaumelle   | französischer Schriftsteller und Bibliothekar                                                         | 47    |       |
| 18. November | Johann Caspar Heimburg              | deutscher Rechtswissenschaftler                                                                       | 71    |       |
| 19. November | Otto Friedrich von Tempsky          | königlich preußischer Oberst                                                                          | 67    |       |
| 20. November | Theodor Berger                      | deutscher Historiker, Jurist und Lehrer                                                               |       |       |
| 20. November | Charles Jennens                     | englischer Grundbesitzer, Mäzen und Librettist                                                        |       |       |
| 22. November | Iwan Iwanowitsch Nepljujew          | russischer Diplomat                                                                                   | 80    |       |
| 24. November | Edward Willes                       | englischer Kryptograph und Bischof                                                                    | 79    |       |
| 25. November | Johann Ludolph Schädler             | deutscher Goldschmied                                                                                 |       |       |
| 29. November | Maria Aleydis Zech                  | Zisterzienserin                                                                                       | 60    |       |

## Dezember
| Tag          | Name                             | Beruf, bekannt als                                                                              | Alter | Beleg |
| ------------ | -------------------------------- | ----------------------------------------------------------------------------------------------- | ----- | ----- |
| 1. Dezember  | Girolamo Bon                     | italienischer Maler, Theaterdekorateur, Maschinenmeister, Komponist, Professor an Kunstakademie |       |       |
| 4. Dezember  | Johann Gustav von Balthasar      | Bürgermeister und Landrat                                                                       | 69    |       |
| 4. Dezember  | Johann Thomas Richter            | kursächsischer Kammerrat, Kunst- und Altertumssammler                                           |       |       |
| 5. Dezember  | Johann Christian Dotzauer        | Orgelbauer                                                                                      | 77    |       |
| 7. Dezember  | Nicolaus Schwebel                | deutscher Klassischer Philologe, Dichter und Pädagoge                                           | 60    |       |
| 12. Dezember | Elias Dollhopf                   | böhmischer Maler des Barock                                                                     | 70    |       |
| 12. Dezember | Maria Eva Sophia von Starhemberg | durch Heirat Landgräfin von Hessen-Rotenburg                                                    | 51    |       |
| 14. Dezember | Johann Lorenz Bach               | deutscher Komponist aus der Familie Bach                                                        | 78    |       |
| 14. Dezember | José Joaquín de Viana            | spanischer Politiker                                                                            |       |       |
| 15. Dezember | John Clayton                     | britisch-amerikanischer Botaniker                                                               |       |       |
| 22. Dezember | Georg Friedrich Strass           | elsässischer Juwelier                                                                           | 72    |       |
| 24. Dezember | Ludwig van Beethoven             | Großvater von Ludwig van Beethoven                                                              | 61    |       |
| 26. Dezember | Johann Bohn                      | deutscher Buchhändler und Verleger                                                              |       |       |
| 29. Dezember | Johann Gottlieb Ohndorff         | deutscher Baumeister                                                                            |       |       |

## Datum unbekannt
| Tag | Name                           | Beruf, bekannt als                                                               | Alter | Beleg |
| --- | ------------------------------ | -------------------------------------------------------------------------------- | ----- | ----- |
|     | Enrico Albrici                 | italienischer Maler                                                              |       |       |
|     | Paolo Anesi                    | italienischer Maler                                                              |       |       |
|     | Paul Batigne                   | französischer Mediziner und Armenarzt                                            |       |       |
|     | Philipp Wilhelm von Biela      | kaiserlicher Generalmajor im Dienste des Hauses Österreich                       |       |       |
|     | Cornelis Douwes                | niederländischer Mathematiker und Astronom                                       |       |       |
|     | Eva Faschaunerin               | letztes Opfer eines Folterprozesses in Österreich                                |       |       |
|     | Dietrich Christoph Gloger      | deutscher Orgelbauer                                                             |       |       |
|     | Ismail III.                    | letzter safawidischer Schah von Persien ohne wirkliche Macht                     |       |       |
|     | Sigismund Christoph Jester     | deutscher Rechtsgelehrter                                                        |       |       |
|     | Anton Balthasar König          | deutscher Kupferstecher und Ehrenmitglied der Akademie der Künste                |       |       |
|     | Casimir Gerhard von der Osten  | preußischer Landrat                                                              |       |       |
|     | Païssi von Hilandar            | bulgarischer Mönch und Geschichtsschreiber, Erzabt                               |       |       |
|     | Joan Baptista Pla              | spanischer Komponist                                                             |       |       |
|     | François de Ripert-Monclar     | französischer Gerichtsmagistrat                                                  |       |       |
|     | Gottlieb Christian von Ramdohr | kurhannoverscher Oberst                                                          |       |       |
|     | Šćepan Mali                    | montenegrinischer Regent                                                         |       |       |
|     | Franz Anton von Schmöger       | kurbayerischer geheimer Rat, Statthalter und Pfleger von Wertingen und Friedberg |       |       |
|     | Hans Siegmund von Sydow        | preußischer Oberst und Chef des Garnisonsregiments Nr. 2                         |       |       |
|     | Józef Stefan Turczynowicz      | Domherr und Ordensbegründer                                                      |       |       |
|     | Joan van Woensel               | niederländischer Mediziner                                                       |       |       |
|     | Yeshe Tenpe Nyima              | 3. Jebtsundamba Khutukhtu                                                        |       |       |
|     | Yoshimasu Tōdō                 | japanischer Mediziner                                                            |       |       |